# Łapiczy (stacja kolejowa)
Łapiczy (biał. Лапічы, ros. Лапичи) – stacja kolejowa w miejscowości Łapiczy, w rejonie osipowickim, w obwodzie mohylewskim, na Białorusi.